# Женски тенис
Женски тенис је један од најпопуларнијих спортова за жене. То је један од ретких спортова у којима жене имају славу и популарност као и њихове мушке колеге.
Женска тениска асоцијација је главна организација која води женски тенис.

## Историја
Женски тенис је присутан од првих Олимпијских игара 1900. у Паризу и 1908. у Лондону, али се женски дубл појавио тек 1920. на Играма у Антверпену. 
Једна од првих суперзвезда женског тениса је Сузан Ленглен, која је након шест титула освојених на Вимблдону и Отвореном првенству Француске напустила аматерски тенис да би остварила прву професионалну турнеју у Северној Америци 1926–1927.
Међутим, женски тенис није се стварно успоставио све до 1960-их, а томе је допринело и оснивање Женске тениске асоцијације 1970-их.

## Карактеристике женског тениса
У женским тениским мечевима лопта се обично игра без ефекта (мање од подизања) и игре имају тенденцију да се играју више од основне линије. Игра је направљена у тактичкој брзини и ишчекивању. Сервис је такође слабији од мушког и релативно је мање битан него за мушкарце. Међутим, примећена је еволуција у овој области од 1990-их, женски тенис се усавршава и постаје све популарнији.
| Играч              | Година | Брзина сервиса |
| ------------------ | ------ | -------------- |
| Габријела Сабатини | 1992   | 146 km/h       |
| Натали Тозија      | 1995   | 159 km/h       |
| Штефи Граф         | 1998   | 171 km/h       |
| Ким Клајстерс      | 2004   | 188 km/h       |
| Амели Моресмо      | 2006   | 193 km/h       |
| Винус Вилијамс     | 2007   | 208 km/h       |
| Забине Лизики      | 2014   | 211 km/h       |

## Контроверзе
Женски тенис је обележено неколико случајева, укључујући случајеве сексуалног злостављања од стране тренера. Свет женског тениса се понекад описује као „хомофобичан“ и „сексистички“.